# Spitz (ban nhạc)
Spitz (スピッツ Supittsu) là một ban nhạc rock người Nhật Bản. Lúc đầu nhóm được thành lập vào năm 1987 bởi bốn thành viên trường nghệ thuật ở Tokyo – gồm có Kusano Masamune (hát chính và rhythm guitar), Miwa Tetsuya (lead guitar), Tamura Akihiro (guitar bass) và Sakiyama atsuo (trống).
Tháng 3 năm 1991, Spitz phát hành đĩa đơn đầu tiên "Hibari no Kokoro" và album đầu tay trùng tên cùng lúc trên hãng đĩa Polydor Records. Mặc dù lúc đầu không thể thu hút sự chú ý của khán giả, phải đến khoảng năm 1994, ban nhạc sau cùng đã trở nên nổi tiếng với đĩa đơn "Robinson" - phát hành vào tháng 4 năm 1995 và bán ra 1,6 triệu bản tại quê nhà của họ. Sản phẩm kế tiếp của nhóm là album phòng thu thứ 6 Hachimitsu, phát hành cùng năm và gặt hái thành công trên thị trường đại chúng, ngay lập tức chiếm ngôi đàu bảng xếp hạng Oricon của Nhật Bản và tiêu thụ khoảng 1,7 triệu bản tính đến nay. Nhạc phẩm còn giật giải hạng mục Album hay nhất tại lễ trao giải Japan Record Award lần thứ 47 do Hiệp hội soạn nhạc Nhật Bản tổ chức vào dịp giao thừa năm 1995, và nhận 4 chứng chỉ bạch kim bởi Hiệp hội Công nghiệp Ghi âm Nhật Bản vào năm 1997.
Sau khi gây đột phá vào giữa thập niên 1990, Spitz đã duy trì thành công về mặt thương mại ở thị trường Nhật Bản trong gần 20 năm. Nhóm đã có mặt trong top 30 những nghệ sĩ bán đĩa nhạc chạy nhất lịch sử bảng xếp hạng âm nhạc Nhật Bản, sau khi tiêu thụ hơn 20,8 triệu bản album và đĩa đơn ở thị trường nội địa tính đến tháng 12 năm 2013.
Xuyên suốt sự nghiệp âm nhạc, ban nhạc đã phát hành 15 album phòng thu và 38 đĩa đơn vật lý tính đến nay. NHóm trung thành với phong cách nhạc pop/rock mang hơi hướng jangle, với phần hợp âm rải guitar chịu ảnh hưởng bởi Donovan. Nhóm còn được ghi nhớ với những sáng tác giàu giai điệu, ca từ tượng trưng và giọng hát ngân cao trong trẻo của ca sĩ kiêm sáng tác chính Kusano.

## Thành viên
- Kusano Masamune (草野 マサムネ?), tên thật là 草野 正宗 (cùng cách phát âm) – Hát chính, rhythm guitar. Sinh ngày 21 tháng 12 năm 1967 ở Fukuoka, Fukuoka, Nhật Bản. Anh tốt nghiệp trường Trung học Jōnan Tỉnh Fukuoka, cũng như Đại học nghệ thuật Musashino với một tấm bằng thiết kế.
- Miwa Tetsuya (三輪 テツヤ?), tên thật là 三輪 徹也 (cùng cách phát âm) – Lead guitar, hát bè. Sinh ngày 17 tháng 5 năm 1967 ở Fujieda, Shizuoka, Nhật Bản. Anh tốt nghiệp trường Trung học Fujieda Meisei và Cao đẳng Thời trang Bunka.
- Tamura Akihiro (田村 明浩?) – Bass, hát bè, thủ lĩnh. Sinh ngày 31 tháng 5 năm 1967 ở Fujieda, Shizuoka, Nhật Bản. Anh tốt nghiệp trường Trung học Fujieda East Tỉnh Shizuoka. Anh từng theo học Đại học Tokyo Zokei, nhưng bỏ học trước khi tốt nghiệp.
- Sakiyama Tatsuo (崎山 龍男?) – Trống. Sinh ngày 25 tháng 10 năm 1967 ở Sano, Tochigi, Nhật Bản. Anh tốt nghiệp trường Trung học Sano Tỉnh Tochigi và Cao đẳng Thời trang Bunka.

## Danh sách đĩa nhạc
Album phòng thu
- Spitz (1991)
- Namae o Tsukete Yaru (1991)
- Hoshi no Kakera (1992)
- Crispy! (1993)
- Sora no Tobikata (1994)
- Hachimitsu (1995)
- Indigo Chiheisen (1996)
- Fake Fur (1998)
- Hayabusa (2000)
- Mikazuki Rock (2002)
- Souvenir (2005)
- SazanamiCD (2007)
- Togemaru (2010)
- Chiisana Ikimono (2013)
- Samenai  (2016)
- Mikke (2019)